# 캄탈레소군
캄탈레소군은 나콘랏차시마주의 행정 구역이다. 이 지역의 총 인구 수는 2000년 기준으로 28306명이다. 인구 밀도는 139.0km2이다.

## 행정 구역
| 1. | Kham Thale So | ขามทะเลสอ |  |
| 2. | Pong Daeng    | โป่งแดง    |  |
| 3. | Phan Dung     | พันดุง      |  |
| 4. | Nong Suang    | หนองสรวง  |  |
| 5. | Bueng O       | บึงอ้อ      |  |